# Canton de Bourbonne-les-Bains
Pour les articles homonymes, voir Bourbonne (homonymie).
Le canton de Bourbonne-les-Bains est une circonscription électorale française située dans le département de la Haute-Marne et la région Grand Est.

## Géographie
Ce canton est organisé autour de Bourbonne-les-Bains dans l'arrondissement de Langres. Son altitude  moyenne est de 346 m.

## Histoire
Par décret du 17 février 2014, le nombre de cantons du département est divisé par deux, avec mise en application aux élections départementales de mars 2015. Le canton de Bourbonne-les-Bains est conservé et s'agrandit. Il passe de 12 à 36 communes.

## Représentation

### Juges de paix
- 1870-1884 : Bonnet
- 1884-1886 : Léonce Weyl
- 1886-1888 : Jean-François Bouchard

### Conseillers d'arrondissement (de 1833 à 1940)
| Période                                  | Période           | Identité                                                     | Étiquette   | Qualité |
| ---------------------------------------- | ----------------- | ------------------------------------------------------------ | ----------- | --- |
| 1833                                     | 1848              | Pierre Jean Baptiste Dieudonné Lahérard-Chaudron (1792-1862) |             | Adjudant major de la Garde nationale, propriétaire à Bourbonne                                              |
|                                          |                   |                                                              |             | |
|                                          | 1887 (démission)  | M. Borsat                                                    |             | Maire de Bourbonne-les-Bains                                                                                |
|                                          |                   |                                                              |             | |
| 1889                                     | 1889 (annulation) | Georges Boulanger                                            | Boulangiste | Général |
| 1889                                     | 1895              | Joseph Bourguignon                                           | Républicain | Notaire à Bourbonne-les-Bains                                                                               |
| 1895                                     | 1907              | Henri Port                                                   | Rad.        | Maire de Bourbonne-les-Bains (de 1890 à 1905) (révoqué en 1905)                                             |
| 1907                                     | 1919              | Charles Mouchotte                                            | Rad.        | Médecin, propriétaire à Bourbonne-les-Bains                                                                 |
| 1919                                     | 1930 (décès)      | Jean-Louis Maréchal (1852-1930)                              | Rad.        | Instituteur, propriétaire à Bourbonne                                                                       |
| Déc.1930                                 | 1940              | Arthur Billette                                              | Rad.        | Cultivateur-éleveur, maire de Pouilly-sur-Meuse                                                             |
| 1940                                     |                   |                                                              |             | Les conseils d'arrondissement ont été suspendus par la loi du 12 octobre 1940 et n'ont jamais été réactivés |
| Les données manquantes sont à compléter. |                   |                                                              |             | |

### Conseillers généraux de 1833 à 2015
| Période | Période          | Identité             | Étiquette              | Qualité |
| ------- | ---------------- | -------------------- | ---------------------- | --- |
| 1833    | 1838 (démission) | Jean de Brouville    |                        | Maître de forges, chef de bataillon de la Garde Nationale à Bourbonne                                                                        |
| 1838    | 1851             | Athanase Renard      | Majorité ministérielle | Docteur en médecine, Inspecteur des eaux thermales Président du Conseil Général (1843-1845) Maire de Bourbonne-les-Bains, député (1837-1843) |
| 1851    | 1852             | Arthur Beugnot       | Droite                 | Avocat, député (1849-1851) |
| 1852    | 1867             | Emile Renard-Petitot |                        | Avocat au Conseil du Roi et à la Cour de cassation, propriétaire à Bourbonne-les-Bains                                                       |
| 1867    | 1887 (décès)     | Félix Pélissier      | Républicain            | Général d'artillerie Sénateur (1876-1887) Président du Conseil Général (1875-1877)                                                           |
| 1887    | 1910 (décès)     | Philippe Roret       | Rad.                   | Enseignant, journaliste Député (1888-1889 et 1909-1910)                                                                                      |
| 1911    | 1931 (décès)     | Charles Nicolas      | Rad.                   | Vétérinaire, propriétaire, maire de Parnot                                                                                                   |
| 1931    | 1940             | Marie-Joseph Molly   | URD                    | Médecin, conseiller municipal de Bourbonne-les-Bains                                                                                         |
|         |                  |                      |                        | |
| 1943    | 1945             | Jules Arnould        |                        | Négociant en vins Maire de Bourbonne-les-Bains Nommé conseiller départemental en 1943                                                        |
|         |                  |                      |                        | |
| 1945    | 1951             | Jules Arnould        | Rad.                   | Négociant en vins Maire de Bourbonne-les-Bains                                                                                               |
| 1951    | 1958             | Félix Bablon         | RPF puis DVD           | Cultivateur |
| 1958    | 1976             | René Nicolas         | Rad. FGDS puis MR      | Docteur en médecine |
| 1976    | 1988             | Louis Maignien       | DVD                    | Docteur en médecine, maire de Bourbonne-les-Bains                                                                                            |
| 1988    | 1994             | Philippe Escudier    | DVG puis UDF           | Docteur en médecine Conseiller municipal de Bourbonne-les-Bains                                                                              |
| 1994    | 2001             | Bernard Rocard       | RPR                    | Expert-comptable, adjoint au Maire de Bourbonne-les-Bains                                                                                    |
| 2001    | 2002 (démission) | André Noirot         | DL puis UMP            | Artisan électricien, maire de Bourbonne-les-Bains Conseiller régional                                                                        |
| 2002    | 2015             | Philippe Escudier    | UMP                    | Docteur en médecine Adjoint au Maire de Bourbonne-les-Bains                                                                                  |

### Conseillers départementaux
| Période élective | Période élective | Mandat | Mandat   | Identité         | Nuance | Nuance | Qualité                                                                                                  |
| ---------------- | ---------------- | ------ | -------- | ---------------- | ------ | ------ | --- |
| 2015             | 2021             | 2015   | 2021     | André Noirot     |        | LR     | Maire de Bourbonne-les-Bains de 2001 à 2014, Président de la Maison départementale du tourisme           |
| 2015             | 2021             | 2015   | 2021     | Mireille Ravenel |        | LR     | Clerc de notaire, ancienne maire déléguée d'Epinant, ancienne première adjointe au maire de Val-de-Meuse |
| 2021             | 2028             | 2021   | en cours | Sylviane Denis   |        | LR     | Institutrice à la retraite Maire de Rançonnières                                                         |
| 2021             | 2028             | 2021   | en cours | Élie Perriot     |        | LR     | Gérant d’une entreprise de transports (ambulance-taxi) Premier adjoint au maire de Bourbonne-les-Bains   |

### Résultats détaillés

#### Élections de mars 2015
À l'issue du 1er tour des élections départementales de 2015, deux binômes sont en ballottage : André Noirot et Mireille Ravenel (UMP, 41,06 %) et Francine Claudon et Lionel Denizet (FN, 34,88 %). Le taux de participation est de 53,58 % (4 107 votants sur 7 665 inscrits) contre 52,92 % au niveau départemental et 50,17 % au niveau national.
Au second tour, André Noirot et Mireille Ravenel (UMP) sont élus avec 59,8 % des suffrages exprimés et un taux de participation de 54,25 % (2 246 voix pour 4 157 votants et 7 663 inscrits).

#### Élections de juin 2021
Le premier tour des élections départementales de 2021 est marqué par un très faible taux de participation (33,26 % au niveau national). Dans le canton de Bourbonne-les-Bains, ce taux de participation est de 44,06 % (3 183 votants sur 7 225 inscrits) contre 36,26 % au niveau départemental. À l'issue de ce premier tour, deux binômes sont en ballottage : Sylviane Denis et Elie Perriot (Union à droite, 36,5 %) et Emilie Schroeter et Jean-Luc Vauthier (Union à droite, 27,17 %).
Le second tour des élections est marqué une nouvelle fois par une abstention massive équivalente au premier tour. Les taux de participation sont de 34,36 % au niveau national, 36,14 % dans le département et 45,04 % dans le canton de Bourbonne-les-Bains. Sylviane Denis et Elie Perriot (Union à droite) sont élus avec 53,12 % des suffrages exprimés (1 583 voix pour 3 253 votants et 7 223 inscrits),,.

## Composition

### Composition avant 2015
Le canton de Bourbonne-les-Bains regroupait 12 communes.
| Nom                             | Code Insee | Codepostal | Superficie (km2) | Population (dernière pop. légale) | Densité (hab./km2) |
| ------------------------------- | ---------- | ---------- | ---------------- | --------------------------------- | ------------------ |
| Bourbonne-les-Bains (chef-lieu) | 52060      | 52400      | 64,93            | 2 172 (2012)                      | 33                 |
| Aigremont                       | 52002      | 52400      | 4,87             | 22 (2012)                         | 4,5                |
| Coiffy-le-Haut                  | 52136      | 52400      | 9,65             | 120 (2012)                        | 12                 |
| Damrémont                       | 52164      | 52400      | 4,84             | 222 (2012)                        | 46                 |
| Enfonvelle                      | 52185      | 52400      | 12,40            | 75 (2012)                         | 6                  |
| Fresnes-sur-Apance              | 52208      | 52400      | 16,47            | 172 (2012)                        | 10                 |
| Larivière-Arnoncourt            | 52273      | 52400      | 20,32            | 137 (2012)                        | 6,7                |
| Melay                           | 52318      | 52400      | 13,95            | 283 (2012)                        | 20                 |
| Montcharvot                     | 52328      | 52400      | 3,52             | 37 (2012)                         | 11                 |
| Parnoy-en-Bassigny              | 52377      | 52400      | 40,75            | 299 (2012)                        | 7,3                |
| Le Châtelet-sur-Meuse           | 52400      | 52400      | 21,31            | 161 (2012)                        | 7,6                |
| Serqueux                        | 52470      | 52400      | 25,63            | 451 (2012)                        | 18                 |

### Composition à partir de 2015
Le canton de Bourbonne-les-Bains regroupe 36 communes entières.
| Nom                                         | Code Insee | Intercommunalité    | Superficie (km2) | Population (dernière pop. légale) | Densité (hab./km2) | Modifier                                    |
| ------------------------------------------- | ---------- | ------------------- | ---------------- | --------------------------------- | ------------------ | ------------------------------------------- |
| Bourbonne-les-Bains (bureau centralisateur) | 52060      | CC des Savoir-Faire | 64,93            | 1 969 (2022)                      | 30                 | modifier les données · modifier les données |
| Aigremont                                   | 52002      | CC des Savoir-Faire | 4,87             | 26 (2022)                         | 5,3                | modifier les données · modifier les données |
| Avrecourt                                   | 52033      | CC du Grand Langres | 7,63             | 113 (2022)                        | 15                 | modifier les données · modifier les données |
| Buxières-lès-Clefmont                       | 52085      | CC du Grand Langres | 5,92             | 26 (2022)                         | 4,4                | modifier les données · modifier les données |
| Celles-en-Bassigny                          | 52089      | CC du Grand Langres | 8,92             | 72 (2022)                         | 8,1                | modifier les données · modifier les données |
| Le Châtelet-sur-Meuse                       | 52400      | CC des Savoir-Faire | 21,31            | 156 (2022)                        | 7,3                | modifier les données · modifier les données |
| Chauffourt                                  | 52120      | CC du Grand Langres | 9,63             | 181 (2022)                        | 19                 | modifier les données · modifier les données |
| Choiseul                                    | 52127      | CC du Grand Langres | 8,63             | 78 (2022)                         | 9,0                | modifier les données · modifier les données |
| Clefmont                                    | 52132      | CC du Grand Langres | 19,33            | 155 (2022)                        | 8,0                | modifier les données · modifier les données |
| Coiffy-le-Haut                              | 52136      | CC des Savoir-Faire | 9,65             | 105 (2022)                        | 11                 | modifier les données · modifier les données |
| Daillecourt                                 | 52161      | CC du Grand Langres | 7,37             | 72 (2022)                         | 9,8                | modifier les données · modifier les données |
| Dammartin-sur-Meuse                         | 52162      | CC du Grand Langres | 15,58            | 203 (2022)                        | 13                 | modifier les données · modifier les données |
| Damrémont                                   | 52164      | CC des Savoir-Faire | 4,84             | 198 (2022)                        | 41                 | modifier les données · modifier les données |
| Enfonvelle                                  | 52185      | CC des Savoir-Faire | 12,40            | 71 (2022)                         | 5,7                | modifier les données · modifier les données |
| Frécourt                                    | 52207      | CC du Grand Langres | 6,22             | 88 (2022)                         | 14                 | modifier les données · modifier les données |
| Fresnes-sur-Apance                          | 52208      | CC des Savoir-Faire | 16,47            | 161 (2022)                        | 9,8                | modifier les données · modifier les données |
| Is-en-Bassigny                              | 52248      | CC du Grand Langres | 19,37            | 538 (2022)                        | 28                 | modifier les données · modifier les données |
| Laneuvelle                                  | 52264      | CC des Savoir-Faire | 11,03            | 64 (2022)                         | 5,8                | modifier les données · modifier les données |
| Larivière-Arnoncourt                        | 52273      | CC des Savoir-Faire | 20,32            | 122 (2022)                        | 6,0                | modifier les données · modifier les données |
| Lavernoy                                    | 52275      | CC du Grand Langres | 4,50             | 75 (2022)                         | 17                 | modifier les données · modifier les données |
| Lavilleneuve                                | 52277      | CC du Grand Langres | 5,15             | 57 (2022)                         | 11                 | modifier les données · modifier les données |
| Marcilly-en-Bassigny                        | 52311      | CC du Grand Langres | 19,56            | 223 (2022)                        | 11                 | modifier les données · modifier les données |
| Melay                                       | 52318      | CC des Savoir-Faire | 13,95            | 243 (2022)                        | 17                 | modifier les données · modifier les données |
| Montcharvot                                 | 52328      | CC des Savoir-Faire | 3,52             | 40 (2022)                         | 11                 | modifier les données · modifier les données |
| Neuvelle-lès-Voisey                         | 52350      | CC des Savoir-Faire | 5,65             | 67 (2022)                         | 12                 | modifier les données · modifier les données |
| Noyers                                      | 52358      | CC du Grand Langres | 7,29             | 95 (2022)                         | 13                 | modifier les données · modifier les données |
| Parnoy-en-Bassigny                          | 52377      | CC des Savoir-Faire | 40,75            | 285 (2022)                        | 7,0                | modifier les données · modifier les données |
| Perrusse                                    | 52385      | CC du Grand Langres | 5,61             | 29 (2022)                         | 5,2                | modifier les données · modifier les données |
| Rançonnières                                | 52415      | CC du Grand Langres | 8,35             | 124 (2022)                        | 15                 | modifier les données · modifier les données |
| Rangecourt                                  | 52416      | CC du Grand Langres | 6,81             | 62 (2022)                         | 9,1                | modifier les données · modifier les données |
| Sarrey                                      | 52461      | CC du Grand Langres | 14,21            | 369 (2022)                        | 26                 | modifier les données · modifier les données |
| Saulxures                                   | 52465      | CC du Grand Langres | 8,17             | 134 (2022)                        | 16                 | modifier les données · modifier les données |
| Serqueux                                    | 52470      | CC des Savoir-Faire | 25,63            | 367 (2022)                        | 14                 | modifier les données · modifier les données |
| Val-de-Meuse                                | 52332      | CC du Grand Langres | 76,76            | 1 807 (2022)                      | 24                 | modifier les données · modifier les données |
| Vicq                                        | 52520      | CC des Savoir-Faire | 13,72            | 161 (2022)                        | 12                 | modifier les données · modifier les données |
| Voisey                                      | 52544      | CC des Savoir-Faire | 31,60            | 275 (2022)                        | 8,7                | modifier les données · modifier les données |
| Canton de Bourbonne-les-Bains               | 5202       |                     | 565,65           | 8 811 (2022)                      | 16                 | modifier les données                        |

## Démographie

### Démographie avant 2015
| 1962  | 1968  | 1975  | 1982  | 1990  | 1999  | 2006  | 2011  | 2012  |
| ----- | ----- | ----- | ----- | ----- | ----- | ----- | ----- | ----- |
| 6 344 | 6 292 | 5 671 | 5 343 | 4 954 | 4 543 | 4 294 | 4 201 | 4 151 |

### Démographie depuis 2015
En 2022, le canton comptait 8 811 habitants, en évolution de −4,35 % par rapport à 2016 (Haute-Marne : −4,62 %, France hors Mayotte : +2,11 %).
| 2013  | 2018  | 2022  |
| ----- | ----- | ----- |
| 9 514 | 8 940 | 8 811 |